# Aziz Akhannouch
Aziz Akhannouch (Berbertalen: ⵄⴰⵣⵉⵣ ⴰⵅⴻⵏⵏⵓⵛ; Arabisch: عزيز أخنوش) (Tafraout, 1961) is een Marokkaanse zakenman en politicus namens de Nationale Vereniging van Onafhankelijken (RNI). Sinds 7 oktober 2021 is hij de premier van Marokko. Eerder was hij minister van Landbouw. Ook bezit hij enkele miljarden, die voornamelijk uit de energiesector komen.

## Premierschap
Nadat de RNI bij de Marokkaanse parlementsverkiezingen van 2021 met 102 van de 395 zetels de grootste partij werd, bereikte deze partij met de Partij van de Onafhankelijkheid (PI) en de Partij voor de Authenticiteit en Moderniteit (PAM) een regeerakkoord, waarna Akhannouch premier werd.